# Marcel van den Bunder
Marcel van den Bunder (Hoorn, 6 maart 1963) is een Nederlands voetbalbestuurder. Hij werd in januari 2017 aangesteld als algemeen directeur van Helmond Sport. Eerder werkte hij voor PSV en Roda JC. Sinds 2020 begeleidt hij start-ups met zijn compagnon Martijn van Wageningen.

## Biografie

### Hotelwereld
Van den Bunder doorliep de Hotelschool en maakte hierna carrière in de hotelwereld. Hij was acht jaar general manager van viersterrenhotel Hotel Carlton de Brug in Mierlo, waar regelmatig tegenstanders van PSV verbleven.

### PSV
Van den Bunder werd per 15 mei 2007 commercieel directeur bij PSV. Van den Bunder vormde samen met algemeen directeur Jan Reker de directie en was met hem eindverantwoordelijk voor de dagelijkse leiding binnen de PSV NV. Eind 2009 maakte de Raad van Commissarissen bekend, dat het contract van Van den Bunder, dat liep tot mei 2010, niet zou worden verlengd. In zijn kielzog vertrok ook algemeen directeur Jan Reker bij PSV. In gezamenlijk overleg werd vervolgens besloten hem al op 1 februari 2010 ontslag te verlenen. Hij stapte vervolgens over naar Roda JC, om daar commercieel directeur te worden.

### Roda JC
Van 1 februari 2010 tot 1 mei 2011 was Van den Bunder commercieel directeur van Roda JC uit Kerkrade. Op 1 mei 2011 werd Van den Bunder benoemd tot Algemeen Directeur van Roda JC Kerkrade. Als Algemeen Directeur is Van den Bunder lid van het dagelijks bestuur van de club. Tevens is hij woordvoerder, waar het algemene clubzaken betreft.
Van den Bunder voerde bij Roda JC een financiële sanering door, een plan dat Roda 2.0 heette. Het plan leidde binnen twee seizoenen tot een stabielere financiële situatie van de club. In oktober 2013 rees er echter ook kritiek op binnen de club, onder andere van clubicoon Eric van der Luer, dat de plannen van Van den Bunder de clubcultuur zou schaden en hij te rigoureus te werk zijn zou gegaan bij de doorvoering van de sanering. Sportief gezien ging het dat seizoen de club ook niet voor de wind. Nadat hij trainer Ruud Brood in de winterstop vervangen had door Jon Dahl Tomasson, was er een kleine opleving, maar de ingreep bleek te laat. Roda JC eindigde op de 18e en laatste plaats en voor het eerst in haar geschiedenis degradeerde de club uit de eredivisie.
Op 5 mei 2014, enkele dagen na het slot van de competitie, besloot de raad van commissarissen en het stichtingbestuur van de Kerkradese club in te grijpen en Van den Bunder op non-actief te zetten. De drie jaren dat Van den Bunder werkte bij Roda JC stonden in het teken van sportieve achteruitgang. Bij zijn aanstelling als commercieel directeur wist de ploeg nog de 6e plaats van de eredivisie te behalen. In de daarop volgende jaren, waarin Van den Bunder algemeen directeur was, zakte de ploeg steeds verder weg met een 10e, 16e en ten slotte 18e eindklassering.
Hierna richtte hij zich op zijn eigen adviesbedrijf.

### Helmond Sport
In januari 2017 werd Van den Bunder aangesteld als algemeen directeur van Helmond Sport. Hij ging zich onder meer bezighouden met plannen voor een nieuw stadion.